# Styloxus
Styloxus is een kevergeslacht uit de familie van de boktorren (Cerambycidae). De wetenschappelijke naam van het geslacht werd voor het eerst geldig gepubliceerd in 1873 door LeConte.

## Soorten
Styloxus omvat de volgende soorten:
- Styloxus angelesae Noguera, 2005
- Styloxus bicolor (Champlain & Knull, 1922)
- Styloxus fulleri (Horn, 1880)
- Styloxus fuscus Chemsak & Linsley, 1964
- Styloxus lucanus LeConte, 1873
- Styloxus oblatipilis Chemsak & Linsley, 1964
- Styloxus parvulus Chemsak & Linsley, 1964